# 李嶷
李嶷（?—?），赵郡赞皇（今属河北）人，唐朝政治人物。李承胤之子。
開元十五年（727年）狀元，授黃州都督府君曹參軍、簡州長史，官至左武衛錄事。能作詩，鐘惺、譚元春稱其《林園秋夜作》“清徹到底，不減高岑”。殷璠稱其詩“鮮潔有規矩，其《少年行》三首，詞雖不多，翩翩然俠氣在目。”卒葬於焦作市西王封鄉西馮封村北1.5公里的小山坡上。《河岳英灵集》录其诗五首，《全唐诗》存诗六首。